# ゲパルド
ゲパルド（露: Гепард、チーターの意）とは、1990年代のロシアにて法執行機関用に開発されたマルチキャリバー短機関銃。

## 開発
1990年代初頭のロシア国内の治安悪化に対応するため法執行機関はアサルトカービンであるAKS-74Uを運用していたが、法執行行為において5.45×39mm弾を使用するAKS-74Uは過剰な威力・貫通力であり法執行行為に向かないため代替する銃器の開発が始まった。
前半トライアルにて既存の9×18mm PM弾や9×18mm PMM弾は要件を満たさないことが判明し、銃器自体の要件を満たしているのはPP-19 "ビゾン"のみであるとされた。後半トライアルからA.V.シェフチェンコ、G.V.シトフ、I.Yu.シットニコフの開発チームが参加した。このシェフチェンコの開発チームは他の開発チームのように既存の銃器を改修するのではなく独自のマルチキャリバー短機関銃を開発することを目標にしていた。この開発は銃器関連企業であるREXと33491部隊の専門家が協力し、1995年に開発は完了した。同年2月11日には全ロシア国家特許専門研究所よりゲパルドの機構が「特許 95501070 (032975)」として登録され、1997年に一般公開された。
後半トライアルではゲパルドは採用されず、最後までPP-19 "ビゾン"が最良であるという評価は揺るがずPP-19 "ビゾン"が法執行機関へ採用され広く普及することになる。ゲパルドは一定の発展はあったものの、いずれも量産されることはなかった。
ゲパルドの大きな特徴であるマルチキャリバー機構は使用弾薬を変更する際にボルトとリターンスプリングを取り替える必要があり、取り替え作業自体は簡単だがその影響で交換用の部品数がかなり多く複雑であった。マルチキャリバー機構自体が法執行機関で使用するには過剰な機能であり、利点よりも複雑さなどの欠点が目立ってしまう評価となった。

## 構成
ゲパルドの最大の特徴はマルチキャリアー機構であり、ボルトやリターンスプリングなど一部の部品を交換するだけで様々な9mm口径弾が使用可能である。使用可能な弾薬は以下の通り。
- 9×17mm弾
- 9×18mm PM弾
- 9×18mm PMM弾
- 9×19mm RG057弾
- 9×19mm パラベラム弾
- 9×21mm RG052弾
- 9×21mm RG054弾
- 9×30mm PP弾
- 9×30mm BT弾
- 9×30mm PS弾
- 9×30mm PB弾

マルチキャリバー機構では9×17mm弾、9×18mm PMM弾、9×19mm パラベラム弾、9×19mm RG057弾はユニット№2を、9×21mm RG052弾とRG054弾はユニット№3を、9×30mm PP弾とBT弾、PS弾、PB弾はユニット№4をそれぞれ使用する。
ゲパルドはブルパップ方式で、トリガーはレシーバー前端に移動しておりトリガーガード一体型のオレンジ色のポリマーで構成されたグリップを備えている。またトリガーにはグロック17シリーズなどに見られるトリガーセーフティが備えられている。マズルはAKS-74U同様のフラッシュハイダー、独自のマズルブレーキ、サプレッサーなどが取り付け可能。レシーバー、レシーバーカバー、ハンドガード、ガスブロックなどの各部品は約65〜70％ほどがAKS-74Uから流用されているためAKS-74Uの生産ラインを流用することで生産費用を大きく削減することが可能。合理的な構成による適切な重心位置と効果的なマズルブレーキ、ぐらつきのない耐久性の高い銃床によって射撃試験では単発射撃と3〜5発の短い指切りバースト射撃での射撃精度は当時のロシア製短機関銃ほぼ全てを上回る高い精度を示した。

## 9×30mm グロム弾
9×30mm グロム弾はゲパルドシリーズのために33491部隊が独自に開発した弾薬。弾種は以下の通り。
- PP弾 - 高貫通弾
- BT弾 - 装甲貫通曳光弾
- PS弾 - 通常弾
- PB弾 - 亜音速弾

非常に高いエネルギー保持力と貫通力を持っており、最大400mの範囲で6B2ボディアーマーを貫通することができる。

## 派生型

### ゲパルド-S
基本設計をそのままにハンドガード、ガスブロックを大幅に短縮したコンパクト仕様。使用弾薬は9×17mm弾で固定。

### ゲパルドカービン
1997年7月のモスクワ国際武器展示会にて公開された9×30mm グロム弾を使用する民間向けのセミオートカービン仕様。
マガジンは20連のみで銃身を延長、銃床は特別な形状のものに変更している。またマルチキャリバー機構は省略されているため使用弾薬は9×30mm グロム弾の固定である。

## 登場作品

### ゲーム
『コール オブ デューティ ブラックオプス 6』
JACKAL PDWとして登場する。グリップの形状が実銃とは異なる。